# القناع (قصص مصورة)
القناع (بالإنجليزية: The Mask) هي سلسلة قصص مصورة رعب كوميدية أمريكية من تأليف مايك ريتشاردسون، وطورها دوج ماهنكي وجون أركودي، ونشرتها دارك هورس كوميكس. ومن بين فنانيها مارك بادجر، وكريس وارنر، وكيث ويليامز. تدور أحداث المسلسل حول قناع خارق للطبيعة يمنح من يرتديه قوة لا حدود لها تقريبًا، وغالبًا على حساب سلامتهم العقلية. نُشرت الثلاثية الأصلية من القناع وعودة القناع والقناع يضرب من جديد كسلسلة محدودة، من عام 1991 إلى عام 1995، ومنذ ذلك الحين توسعت إلى العديد من المنتجات الفرعية والوسائط الأخرى، بما في ذلك قناع صغير جدًا وإحياء السلسلة الرئيسية لعام 2019 أنا أتعهد بالولاء للقناع!. تشتهر السلسلة بنغمتها المظلمة وعنفها التصويري.

## المقدمة
تدور قصص القناع حول قناع سحري يمنح من يرتديه قوى تغير الواقع ومظهرًا متغيرًا يتميز بمجموعة كبيرة من الأسنان ورأس أخضر. يؤثر القناع على شخصية مرتديه عن طريق إزالة جميع الموانع الاجتماعية والأخلاقية، مما يجعل مرتديه مجنونا. استوحيت الشخصية من مجموعة من الأشرار من دي سي كوميكس، ومارفل كوميكس، وأفلام الرعب مثل الجوكر، العفريت الأخضر، فريدي كروجر، والدكتور جيكل والسيد هايد، وكريبر لستيف ديتكو. في القصص المصورة الأصلية، يرتدي ستانلي إيبكيس القناع ويصبح شريرًا. الشخصيات الأخرى التي ارتدت القناع أصبحت، بغض النظر عن نواياها في ارتدائه، أبطالًا مضادين قساة أو أشرارًا قتلة انتقاميين ذوي ميول شديدة العنف. في فيلم عام 1994 والمسلسل المتحرك، كان للقناع تأثيرات أقل قابلية للتنبؤ على مرتديه؛ تم تصوير الشخصية الرئيسية ستانلي إيبكيس على أنه مهذب ووديع ومتشائم، لكنه أصبح شريرًا خارقًا وقحًا وواثقًا ولصًا وجذابًا ووسيمًا ومهذبًا في نفس الوقت، والذي أصبح لاحقًا بطلًا خارقًا أثناء ارتداء القناع، بينما دوريان تيريل، الشرير الرئيسي، لا يظهر أي تغيير في الشخصية على الإطلاق أثناء ارتداء القناع. والشيء نفسه ينطبق على تكملة عام 2005 ابن القناع، حيث تم تسمية الشخصية الرئيسية تيم أفيري على اسم تيكس أفيري.
كان عنوان الكتاب الهزلي في الأصل يشير إلى القناع نفسه وليس إلى الشخصية التي أطلقها. في القصص المبكرة، كان يُشار إلى الشخصية باسم بيغ هيد، ولم يُعرف اسم الشخصية باسم القناع إلا في الأفلام والمسلسلات التلفزيونية.

## الشخصيات
- القناع/المقنع - القناع هو كيان شبه حي يمتلك أي شخص يرتديه ويصبح الرأس الكبير، سواء كان ذكرًا أو أنثى. وعلى هذا النحو، فهو بطل السلسلة وخصمها في الوقت نفسه اعتمادًا على دوافع مرتديه.
- والتر - العدو اللدود للمقنع - رجل أخرس ووحشي يعمل لصالح المافيا.
- ميتش كيلاواي - أحد أعداء القناع وضابط شرطة كان أحد مرتدي القناع.
- ستانلي إيبكيس - أول شخص يواجه القناع.
- كاثي ماثيوز - المعروفة أيضًا باسم كاثرين / كاثلين. صديقة ستانلي السابقة وصديقة ميتش، فضلاً عن كونها أحد مرتدي القناع
- نونزيو - سائق سيارة أجرة يعاني منذ فترة طويلة من أجل العصابات والذي ينتهي به الأمر ليصبح أحد مرتدي القناع الذي استخدم سلطاته للسيطرة على جميع الجرائم في المدينة لفترة من الوقت.
- ليونيل راي - محقق شرطة وصديق ميتش الذي يواجه القناع.
- أبنر ميد - مرشح سياسي يسعى إلى استخدام القناع ليصبح رئيسًا للولايات المتحدة.
- راي تيرتل - شاب بلا مأوى استخدم القناع لقتل والديه بالتبني السابقين المسيئين له.
- صائدو الأقنعة – مجموعة من النازيين الجدد يحاولون استخدام الأقنعة لتحقيق مخططاتهم.

## تاريخ النشر
تم إنشاء المفهوم الأساسي للقناع بواسطة مايك ريتشاردسون في 5 فبراير 1982. لقد رأى الحياة لأول مرة كرسم تخطيطي واحد رسمه في عام 1985 لصالح APA-5، وهي مطبوعة صحفية للهواة ‏ أنشأها الكاتب مارك فيرهايدن. بعد تأسيس شركة دارك هورس كومكس، عرض ريتشاردسون فكرته على كاتب/فنان القصص المصورة في مارفل كومكس، مارك بادجر. كانت النتيجة هي شريط القناع الذي ظهر في الأعداد الأولى من مجلة دارك هورس بريزنت. أصبحت شرائط بادجر ذات طابع سياسي بشكل متزايد، وأنهى ريتشاردسون الشريط لإعادة الشخصية إلى مفهومها الأصلي.
تم تعيين الفنان كريس وارنر ‏ لتجديد الشخصية استنادًا إلى الرسم الأصلي لـAPA-5 لريتشاردسون وإنشاء المظهر النهائي للشخصية. تم إطلاق هذا المظهر الجديد في عام 1989 في صفحات مختارات مايهم من دارك هورس. تم تعيين الكاتب الطموح جون أركودي والفنان دوج ماهنكي لإنشاء المغامرات الجديدة، والتي أصبحت أول استخدام شعبي للشخصية، "مزيج من تيكس أفيري والمدمر". تم جمع قصص القناع من مايهم #1–4 لاحقًا في إصدار عام 1991 القناع #0 وأيضًا في مجموعة غلاف ورقي تجاري.
تم إلغاء سلسلة مايهم بعد أربعة أعداد، ولكن في عام 1991، استمر أركودي و ماهنكي في إصدار سلسلة القناع المحدودة المكونة من أربعة أعداد، والتي قدمت أحد خصوم القناع، وهو هالك وحش أخرس يدعى والتر. كان هذا المسلسل من بين أكثر مبيعات دارك هورس؛ وبعده، واصلت الشركة سلسلة من المسلسلات القصيرة حول القناع، مع العديد من الأعداء والأبطال الذين يرتدون القناع. اختتمت هذه السلسلة في عام 2000 مع فيلم جوكر/قناع من إنتاج دي سي كومكس، حيث يجد القناع السحري طريقه إلى أيدي العدو اللدود لباتمان الجوكر. تم جمع أول خطوط القصة الرئيسية وتقاطع الجوكر والقناع في شكل غلاف ورقي تجاري وفي مجموعة محدودة الإصدار من الغلاف المقوى. تم إحياؤه لاحقًا كمسلسلين فرعيين: قناع صغير جدا وأنا أتعهد بالولاء للقناع!.

## سلسلة محدودة أصلية

### القناع
في متجر للتحف، يبحث رجل ضعيف وعصابي يدعى ستانلي إيبكيس عن هدية ليقدمها لصديقته كاثي ماثيوز. في المتجر، يشتري قناعًا من اليشم القديم ويبدأ في التحدث معه. عندما يرتديه ستانلي، يتحول إلى كائن غريب الأطوار ذو قوة خارقة، له رأس كبير بشكل غير طبيعي، أصلع، ذو بشرة خضراء، وفم مليء بالأسنان الكبيرة. بعد استكشاف قدراته الجديدة، ينطلق إيبكيس في حالة من الهياج، للانتقام من أولئك الذين يكن لهم ضغينة، ويحصل على لقب الرأس الكبير.
بعد خلع القناع، بدأ ستان يدرك ما كان يحدث. بدأت أفعاله باعتباره المقنع في التأثير عليه عاطفياً. يصبح مسيئًا لفظيًا تجاه كاثي. تطرده، لكنها تحتفظ بالقناع لأنه كان هدية من ستانلي.
لاحقًا، اقتحم ستان شقة كاثي لسرقتها مرة أخرى في الوقت الذي وصلت فيه الشرطة استجابةً لمكالمة اقتحام منزل سابقة. يقرر ستان أن طريقه الوحيد للخروج هو استخدام المقنع، فيضع القناع مرة أخرى ويقتل العديد من رجال الشرطة أثناء هروبه بالإضافة إلى التسبب في قدر كبير من الضرر للممتلكات. يعود إلى منزله كـ المقنع ويزيل القناع، ويستعد لمغادرة المدينة؛ فقط ليتم إطلاق النار عليه في ظهره وقتله على يد كاتي التي ترتدي القناع الآن، والتي اكتشفت هوية المقنع وارتدت القناع بينما كان ظهر ستان مستديرًا بعد أن خلعه.
تأخذ كاثي القناع إلى الملازم كيلاواي للحفاظ عليه. كيلاواي، الذي كان يعاني من جرائم القتل التي ارتكبها بيج هيد مؤخرًا، وأمراء الجريمة المنظمة المنفلتين في مدينته، يتجاهل تحذيرات كاثي، معتقدًا أنها متوترة ولا تفكر بوضوح، ويحاول ارتداء القناع. بعد أن أصبح المقنع، ينطلق كيلاواي للقضاء على زعماء الجريمة الذين ابتليوا حياته المهنية في الشرطة.
سكان المدينة، الذين لا يعرفون القناع السحري، يفترضون أن المقنع لا يزال هو نفس القاتل الذي أصبح أهدافه الآن زعماء الجريمة البارزين. على الرغم من النوايا الحسنة لكيلاواي، إلا أن القناع يتسبب في أن تصبح أساليبه أكثر عنفًا على نحو متزايد. يلتقي بيج هيد بوالتر، رجل العصابات الضخم ذو العضلات الذي لا يتحدث أبدًا، والذي تعهد بالانتقام من بيج هيد لقتله أصحاب عمله. والتر لا يظهر أي ألم أبدًا وهو الشخص الوحيد الذي يمكنه إيذاء المقنع بدرجة حقيقية.
أثناء صد هجمات والتر، أصبح الملازم كيلاواي، بصفته بيج هيد، هدفًا لمطاردة الشرطة. يقاتل المقنع الشرطة ويلاحق رجال العصابات المتبقين. عندما يحاول شريك كيلاواي إيقاف بيج هيد، يكاد الشرطي الذي يرتدي قناعًا يقتل صديقه وزميله. أدرك كيلاواي ما كان يفعله، فهرب. يخلع القناع ويدفنه في قبو منزله في الأسمنت، ويتعهد بعدم ارتدائه مرة أخرى.

### عودة القناع
يرسل زعماء الجريمة رجالًا إلى منزل الملازم كيلاواي ويحاولون قتله. يتجه كيلاواي إلى الطابق السفلي في محاولة لاستعادة القناع. ولكنه أصيب قبل أن يتمكن من ارتدائه، وانتهى به الأمر في غيبوبة. بعد إطلاق النار، هرب الرجال، وأخذوا معهم القناع. أحدهم يضعها على السائق الضعيف، نونزيو، كمزحة، لكنه يصبح صاحب الرأس الكبير. يقوم المقنع بقتل المجرمين وجميع أمراء الجريمة، وبالتالي يصبح زعيم الجريمة الأبرز في المدينة. أدركت كاثي أن عودة بيج هيد تعني أن كيلاواي فشل في إخفاء القناع جيدًا، وعرفت أن الأمر متروك لها لمنعه. إنها تلبس ملابس عاهرة، ويقع المقنع في حبها. تخدعه ليخلع القناع، وتخرج مسدسًا، وبينما يغوص نونزيو نحو القناع، تطلق النار عليه وتقتله. تستخدم كاثي القناع للهروب وتقرر ملاحقة زعيم الجريمة الحقيقي (الذي سرق منه بيج هيد المكتب أثناء وجوده في ميامي)، دون موزو. عندما يعود دون من ميامي، يعلم أن بيج هيد يلاحقه ويذهب للحصول على المساعدة من الرجل الوحيد الذي يمكنه مساعدته، والتر. بعد أن دمرت كاثي رجال العصابات المتبقين، صادفت الرجل الوحيد المتبقي، والتر، ودخلت في قتال. ومع ذلك، قررت كاثي التخلي عن الحذر واستسلمت بعد أن قررت أن لا أحد منهما سيموت وسرعان ما عثر أحد المارة العشوائيين على القناع على أي حال وألقاه إلى والتر، لكن يبدو أنه ليس لديه أي اهتمام به. كيلاواي، بعد أن تعافى من المستشفى، يقود سيارته إلى والتر، ويرسله هو والقناع إلى الأرصفة.